# Thomas Vermaelen
Thomas Vermaelen (* 14. listopadu 1985 Antverpy) je bývalý belgický profesionální fotbalista, který hrával na pozici středního obránce. Svoji hráčskou kariéru ukončil 21. ledna 2022 v japonském klubu Vissel Kóbe. Mezi lety 2006 a 2021 odehrál také 85 utkání v dresu belgické reprezentace, zahrál si na mistrovství světa 2014 v Brazílii, mistrovství světa 2018 v Rusku, na EURO 2016 ve Francii a na EURO 2020, které se konalo po celé Evropě.
Po ukončení své hráčské kariéry se stal asistentem trenéra Roberta Martíneze na lavičce belgické reprezentace.

## Klubová kariéra

### Mládežnické týmy
Vermaelen načal svou fotbalovou kariéru v Antverpách, přesněji v celku Germinal Ekeren. Ten se však dostal do finančních potíží a v roce 1999 se spojil s Germinalem Beerschotem.

### Ajax Amsterdam
Pořádně se však prosadil až v akademii Ajaxu, kam zamířil v roce 1999. Svůj profesionální debut za něj si odbyl jako devatenáctiletý 15. února 2004 při venkovní výhře 2:0 nad FC Volendam. Nejvíce o sobě dal vědět po návratu z hostování ve Waalvijku, které přišlo v nadcházející sezóně. Po něm totiž byl nejprve u triumfu v národním poháru a poté i u výhry v superpoháru a obhajobě vítězství v nizozemském poháru. V roce 2007 k tomu přibylo další vítězství v Johan Cruijff Schaalu (nizozemský Superpohár).
V sezóně 2007/08 utvořil stoperskou dvojici s dalším produktem akademie De Godenzonen, Johnem Heitingou. Po jeho odchodu do Atlética Madrid si v obraně zahrál se svým krajanem Janem Vertonghenem. Ve druhé půlce sezóny 2008/09 se po odchodu Klaase-Jana Huntelaara do Realu Madrid stal týmovým kapitánem a většinou nastupoval na pozici levého krajního beka.

### Arsenal
Do Arsenalu dorazil Vermaelen 19. června roku 2009 a to za 10 milionů eur, které se postupem času vyšplhaly na milionů 12. Po odchodu Kolo Tourého do Manchesteru City zůstal bez majitele dres s číslem pět, který si Belgičan vzal. Jeho novým parťákem v defenzívě se stal William Gallas, se kterým si premiéru v dresu Gunners připsal 15. srpna při zápasu s Evertonem. Na vysoké výhře 6:1 se v Goodison Parku podílel jedním gólem z 37. minuty, čímž se stal 84. hráčem Arsenalu, který se střelecky prosadil při svém prvním soutěžním zápase.
Dva góly poté dal i Wiganu Athletic při výhře 4:0. Fanoušci jej dvakrát za sebou zvolil na portálu arsenal.com hráčem měsíce a dali mu přezdívku Verminator. Svou rychle nabývající reputaci trochu poškodil vlastní gól z derby s Chelsea FC, kdy si do vlastní brány sklepl centr Ashleyho Cola. Duel dvou největší londýnských celků skončil na Emirates Stadium výhrou Blues 3:0. Na ten však dal zapomenout parádní ránou z téměř třiadvaceti metrů do sítě Blackburnu Rovers. V první půlce sezóny 2009/10 dal také spoustu gólů hlavou.
I díky tomu by nominován na belgického sportovce roku a stal se součástí týmu roku podle PFA. Svůj první rok zakončil Vermaelen se 45 zápasy a 8 brankami ve všech soutěžích. V nadcházející předsezónní přípravě si v rámci Emirates Cupu poprvé na svou levou paži navlékl kapitánskou pásku. Stalo se tak při utkání s AC Milán, kterého se nezúčastnili jak hlavní kapitán Cesc Fàbregas, tak jeho zástupci Manuel Almunia a Robin van Persie. Vermaelen odehrál první tři oficiální zápasy nového ročníku v základní sestavě.
Pak však přišlo zranění achillovky při plnění reprezentačních povinností s De Rode Duivels (rudí ďáblové - belgický národní tým). To jej vyřadilo ze hry až do jara příštího roku. 17. března 2011 oznámil Arsène Wenger, že Vermaelen zbytek sezóny zmešká kvůli dalšímu zdravotnímu problému, nicméně 26. dubna si po osmi měsících nastoupil do zápasu rezevrního týmu na stadionu Old Trafford proti domácímu Manchesteru United. 8. května byl součástí soupisky A-týmu, která cestovala do Stoke, nicméně na Britannia Stadium zůstal nevyužitým náhradníkem. Návrat zaznamenal o týden později, když odehrál celý zápas proti Aston Ville, který skončil porážkou Gunners 1:2.
V srpnu odešel již jmenovaný Cesc Fàbregas do Barcelony a Vermaelen se stal asistentem Robina van Persieho. 6. září si však zase poranil achillovu šlachu a mimo hru byl 6 týdnů. 18. října však i přesto podepsal prodloužení svého kontraktu o další čtyři roky. Dlouho očekávaný návrat přišel ve 4. kole ligového poháru proti Boltonu Wanderers. Jako kapitán tehdy Kanonýry dovedl k výhře 2:1, ovšem v 84. minutě vystrašil všechny fanoušky, když se chytl za lýtko a zápas nedohrál. Při rozhovoru po závěrečném hvizdu však řekl, že to naštěstí byla jen křeč.
1. listopadu si zahrál své první utkání v Lize mistrů UEFA ve třech měsících, když nastoupil proti francouzskému Olympique Marseille a sehrál klíčovou roli v udržení čistého konta při bezbrankové remíze. O čtyři dny později dal druhý gól při vítězství 3:0 nad West Bromwichem. 26. listopadu pak při utkání s Fulhamem dal oba góly. Jeden z nich však byl v 65. minutě do vlastní branky, a tak v minutě 82. přišlo vyrovnání a zisk alespoň jednoho bodu. 3. prosince dával druhou branku při výhře 4:0 nad Wiganem.
Na skvělé výkony z první poloviny sezóny navázal i na jaře, když například 12. března při zápase s Newcastlem přeběhl v 95. minutě celé hřiště a asistoval na branku Thea Walcotta, čímž na poslední chvíli pojistil tři body pro Arsenal. V dalším zápase, proti Evertonu, pak proměnil roh Robina van Persieho a znovu rozhodl o výhře nejtěsnějším možným rozdílem, tedy 1:0. 16. dubna pak při dalším měření sil s Wiganem naskočil nejlépe na centr Tomáše Rosického a snižoval na konečných 1:2. Francouzský kouč jej nazval skálopevným obráncem a Vermaelenova spolupráce s Laurentem Koscilenym umožňovala londýnským se soustředit více na útok.
V srpnu roku 2012 se Vermaelen stal kapitán, neboť Van Persie přestoupil do Manchesteru United. 11. prosince nedal rozhodující penaltu při rozstřelu s Bradfordem v ligovém poháru.
V odvetném utkání osmifinále Ligy mistrů proti Bayernu Mnichov sice Gunners zvítězili v Allianz Areně 2:0, na postup mezi nejlepších 8 to však nestačilo. Anglický celek se tak alespoň stal jediným týmem v té sezóně, který budoucímu vítězi nejprestižnějšího turnaje na klubové úrovni zamezil skórovat. Největší podíl na tom měl jistý výkon brankáře Łukasze Fabiańskiho a stoperů Pera Mertesackera a Laurenta Koscielnyho, kteří spolu hráli až do 6. dubna, kdy první zmiňovaný uviděl červenou kartu ve střetnutí s West Bromwichem na The Hawthorns.
To dalo šanci Vermaelenovi vrátit se do základní sestavy, nicméně po zápasu s Norwichem ze dne 13. dubna, který pro Arsenal skončil výhrou 3:1, se do mužstva vrátil německý obránce a v další sezóně už si Vermaelen zahrál velice zřídka. Celkem nasbíral jednadvacet zápasů a za vyzdvihnutí stojí zisk první trofeje v podobě FA Cupu. Ve finále hraném 17. května porazila červeno-bílá část britské metropole tygry z Hullu 3:2.

### FC Barcelona
9. srpna roku 2014 pak bylo oznámeno, že Vermaelen zamíří do Španělska, kde o den později podepsal pětiletý kontrakt s Barcelonou. Stal se teprve druhým Belgičanem v dresu katalánského celku (po Fernandu Goyvaertsovi, který v klubu působil mezi lety 1961 a 1965). Do pokladny Arsenalu zamířilo obratem hotově 10 milionů eur + 5 milionů v bonusech souvisejících s výkony samotného hráče, které navíc mohly být následovány necelými čtyřmi (přesněji 3,8 miliony), pokud Katalánci v průběhu příštích pěti let dvakrát zvítězí v Lize mistrů.

### Vissel Kóbe
Ve 33 letech odešel do Japonska, kde se domluvil na angažmá v klubu Vissel Kóbe. Tady se setkal se svými někdejšími barcelonskými spoluhráči Andrésem Iniestou, Sergim Samperem a Davidem Villou a také s Lukasem Podolskim z Německa.

## Reprezentační kariéra

### Mládežnické výběry
Vermaelen prošel všemi možnými mládežnickými výběry Belgie a aktivně se zúčastnil Mistrovství světa hráčů do 19 let v roce 2004 a stejného šampionátu pro kategorii U21 o tři roky později.

### A-tým
V A-mužstvu Belgie debutoval 1. března 2006 v přátelském zápase proti domácímu Lucembursku (výhra Belgie 2:0). V reprezentačním zápase 5. září 2009 v kvalifikaci na MS 2010 proti domácímu Španělsku byl u prohry 0:5. V zápase dostal žlutou kartu. Belgie se neprobojovala na závěrečný turnaj, skončila až čtvrtá ve své kvalifikační skupině.
22. března 2013 nastoupil v kvalifikačním zápase ve Skopje proti domácí Makedonii, který skončil vítězstvím Belgie 2:0. Absolvoval i domácí utkání 26. března proti stejnému soupeři, Belgie zvítězila 1:0.

#### Mistrovství světa 2014
Trenér Marc Wilmots jej vzal na Mistrovství světa 2014 v Brazílii, kam Belgie suverénně postoupila z prvního místa evropské kvalifikační skupiny A. Se šampionátem se Belgie rozloučila čtvrtfinálovou porážkou 0:1 s Argentinou, Poté, co strávil první duel s Alžírskem na lavičce, si zahrál v klání s Ruskem, kde nahradil svého bývalého kolegu z Ajaxu Vertonghena na levé straně obrany. Po pouhé půlhodince jej však na svůj původní post poslal zpátky kvůli zranění, které utržil.

#### EURO 2016
Marc Wilmots jej nominoval i na EURO 2016 ve Francii, kde byli Belgičané vyřazeni ve čtvrtfinále Walesem po porážce 1:3. Nastoupil ve čtyřech z pěti zápasů svého mužstva na šampionátu, vynechal čtvrtfinále s Walesem (prohra 1:3).

### Reprezentační góly
Góly Thomase Vermaelena v A-mužstvu Belgie:
| 010                | 14. 11. 2009 | Jules Ottenstadion, Gent, Belgie | Maďarsko | 02:00(55.) | 3:0 | přátelský zápas |
| Platí k 2. 7. 2016 |              |                                  |          |            |     |                 |

## Styl hry
Vermaelen je levonohým obráncem, který nejčastěji nastupuje jako levý stoper, ale může hrát i na levém kraji defenzívy. I přes poměrně nízkou výšku pro obránce je jeho hlavní vlastností obratnost ve vzduchu, následovaná vůdčí povahou a rychlostí s míčem u nohou. Rovněž dokázal, že umí dávat spoustu branek. Umí vyvézt míč z obrany a zákroky mu nedělají sebemenší problém. Po taktické stránce je také velmi silný a má skvělou herní vizi.

## Osobní život
Thomas Vermaelen se narodil 14. listopadu 1985 v belgickém městečku Kapellen. Jeho manželkou je britská televizní moderátorka, herečka a modelka Polly Parsons, s níž má syna Raffa.
Ráno vstává kolem osmé hodiny a jako první si dá kávu typu espresso. Na snídani si obvykle dopřeje kaši nebo cereálie. Noviny nečte, místo toho se dívá na televizi na belgický zpravodajský kanál. Před tréninkem rád tráví čas se svým dítětem a v Arsenalu jezdíval na trénink automobilem Porsche Panamera. Při cestě sem tam poslouchal songy ze svého iPodu, ale vesměs měl puštěné rádio - převážně Choice FM a Kiss FM. Na tréninku byl vždy jedním z prvních na hřišti. Před tréninkem občas zajde do zdravotnického střediska a krátce pracuje s fyzioterapeutem. Jindy se zase jen protáhne, ale vždy začne ještě před začátkem sám. Na trénování samotném má rád malé zápasy 4 na 4 nebo 5 na 5. V Arsenalu měl na trénincích nejradši Pera Mertesackera díky svému profesionalismu, který se snažil vštípit i ostatním. Po tréninku si někdy dal oběd v zázemí Gunners, někdy si musel plnit své kapitánské nebo reklamní povinnosti. Sem tam si přidal ještě v posilovně. Na večeři si párkrát zašel do restaurace, ale raději má jídlo doma, které si dopřává častěji. Před ulehnutím do postele se chvíli dívá na televizi, protože není příliš velkým čtenářem.

## Úspěchy

### Klubové
AFC Ajax
- 1× vítěz Eredivisie: 2003/04
- 2× vítěz nizozemského poháru: 2005/06, 2006/07
- 2× vítěz nizozemského Superpoháru: 2006, 2007

Arsenal FC
- 1× vítěz FA Cupu: 2013/14

FC Barcelona
- 1× vítěz Ligy mistrů UEFA: 2014/15
- 1× vítěz Copa del Rey: 2014/15
- 1× vítěz Primera División: 2014/15

### Individuální
- člen PFA All-Stars týmu sezony 2009/10 v Premier League